# Asymptoot
In de wiskunde is een asymptoot van een functie of de grafiek ervan een rechte lijn of een kromme waartoe de grafiek van die functie willekeurig dicht nadert als het argument een limiet nadert (eventueel plus of min oneindig). De term is afgeleid uit het Grieks (ἀσύμπτωτος, asumptōtos) en betekent letterlijk niet samenvallen (overigens sluit de genoemde definitie samenvallen niet uit). Asymptoten worden vaak gebruikt als hulpmiddel bij het tekenen van grafieken. Een deelgebied van de wiskunde, de asymptotiek, bestudeert het gedrag van functies in de buurt van {\displaystyle \pm \infty } of bij een punt waar de functie onbegrensd is.

## Rechte lijnen als asymptoten

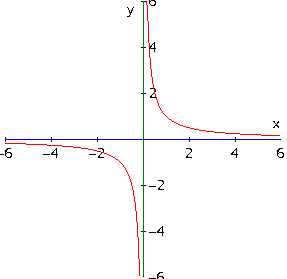
1) Grafiek van de functie
in het rood, asymptoten blauw en groen

De belangrijkste asymptoten zijn rechte lijnen; daarin onderscheidt men drie gevallen:
- Verticale asymptoot: {\displaystyle x=x_{0}}
- Horizontale asymptoot: {\displaystyle y=b}
- Schuine of scheve asymptoot: {\displaystyle y=ax+b}

Merk op dat de horizontale asymptoot in deze definitie een bijzonder geval is van de schuine asymptoot, waarbij {\displaystyle a=0}.

### Verticale asymptoot
Verticale asymptoten komen voor indien de kromme aan minstens een van beide kanten rond het punt {\displaystyle x=x_{0}} naar oneindig gaat. Als men zich beperkt tot asymptoten aan functies, dan kan deze voorwaarde als volgt worden geformuleerd: de rechte {\displaystyle x=x_{0}} is een verticale asymptoot van {\displaystyle f(x)}, indien voldaan is aan:
{\displaystyle \lim _{x\uparrow x_{0}}f(x)=\pm \infty }
of
{\displaystyle \lim _{x\downarrow x_{0}}f(x)=\pm \infty }

### Horizontale asymptoot

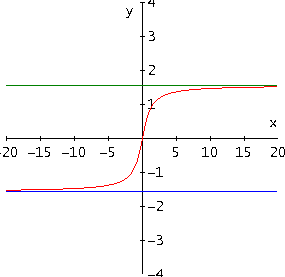
2) Grafiek van de functie
in het rood, asymptoten blauw en groen

Er is sprake van een horizontale asymptoot als de kromme voor steeds grotere en/of kleinere x-waarden, ongeveer evenwijdig gaat lopen aan de x-as. Als dit het geval is op een hoogte {\displaystyle y=b}, dan is dit de vergelijking van de asymptoot. Opnieuw kan dit met limieten formeler worden genoteerd:
{\displaystyle \lim _{x\to +\infty }f(x)=p}
of
{\displaystyle \lim _{x\to -\infty }f(x)=q}
In het eerste geval is er een horizontale asymptoot {\displaystyle y=p} langs de positieve {\displaystyle x}-as, in het tweede geval is deze {\displaystyle y=q} langs de negatieve x-as. Indien beide limieten bestaan, heeft de functie twee asymptoten die samenvallen in het geval dat {\displaystyle p=q}.

### Schuine asymptoot
De schuine asymptoot is een rechte lijn met algemene vergelijking {\displaystyle y=ax+b}. Formeel is deze rechte een asymptoot van {\displaystyle f(x)} indien:

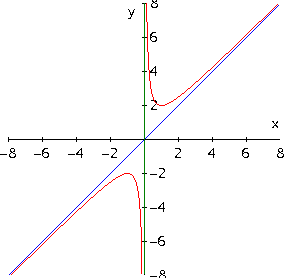
3) Grafiek van de functie
in het rood, asymptoten blauw en groen

{\displaystyle \lim _{x\to +\infty }(ax+b-f(x))=0}
of
{\displaystyle \lim _{x\to -\infty }(ax+b-f(x))=0}
Voor de parameters {\displaystyle a} en {\displaystyle b} geldt:
{\displaystyle \lim _{x\to \pm \infty }{\frac {f(x)}{x}}=a}
en
{\displaystyle \lim _{x\to \pm \infty }(f(x)-ax)=b}

### Voorbeelden
- Figuur 1: {\displaystyle f(x)=1/x}

Er is een verticale asymptoot {\displaystyle x=0}, de {\displaystyle y}-as (groen): daar wordt de noemer 0 en {\displaystyle f(x)} gaat naar negatief oneindig langs links en naar positief oneindig langs rechts. Voor {\displaystyle x} gaande naar {\displaystyle \pm \infty } (oneindig) gaat {\displaystyle f(x)} naar 0, dus de {\displaystyle x}-as (blauw) met als vergelijking {\displaystyle y=0} is een horizontale asymptoot. De grafiek is een orthogonale hyperbool.
- Figuur 2: {\displaystyle f(x)=\arctan(x)}

De tangensfunctie heeft verticale asymptoten bij {\displaystyle x=\pm \pi /2}, immers, deze functie gaat daar naar oneindig. Omgekeerd zal de inverse functie daardoor horizontale asymptoten bezitten voor {\displaystyle y=\pm \pi /2}, deze zijn respectievelijk in het groen en blauw weergegeven.
- Figuur 3: {\displaystyle f(x)=x+1/x}

Om dezelfde reden als in figuur 1, vinden we de {\displaystyle y}-as als verticale asymptoot terug. Daarnaast vinden we nu ook:
{\displaystyle a=\lim _{x\to \pm \infty }{\frac {f(x)}{x}}=\lim _{x\to \pm \infty }1+{\frac {1}{x^{2}}}=1}
{\displaystyle b=\lim _{x\to \pm \infty }f(x)-ax=\lim _{x\to \pm \infty }{\frac {1}{x}}=0}
zodat we een schuine asymptoot vinden met vergelijking {\displaystyle y=x}. In dit geval kon men dit reeds zien aan {\displaystyle f(x)}, omdat de term {\displaystyle 1/x} naar 0 zal gaan voor {\displaystyle x} gaande naar {\displaystyle \pm \infty ,} waardoor {\displaystyle f(x)=x} overblijft.
De grafiek is een hyperbool, en dus symmetrisch in de lijn door de oorsprong met een helling van 67,5 graden.

## Toepassing: rationale functies
Indien de functie een rationale functie (een breuk van veeltermen) is, kunnen de asymptoten systematisch worden gevonden. Beschouwen we twee veeltermen {\displaystyle P(x)} en {\displaystyle Q(x)}, zonder gemeenschappelijke nulpunten. We kunnen de staartdeling uitvoeren zodat we een veelterm {\displaystyle S(x)} verkrijgen en een rest {\displaystyle R(x)} waarvan de graad kleiner is dan die van {\displaystyle Q(x)}. We schrijven dus:
{\displaystyle f(x)={\frac {P(x)}{Q(x)}}=S(x)+{\frac {R(x)}{Q(x)}}}
Men kan dan de volgende conclusies trekken in verband met de aanwezigheid van asymptoten:
- Elk nulpunt {\displaystyle x=a} van {\displaystyle Q(x)} levert een verticale asymptoot in dat punt
- Indien {\displaystyle S(x)} een constante waarde {\displaystyle b} heeft, dan is er een horizontale asymptoot {\displaystyle y=b.}
- Indien de graad van {\displaystyle S(x)} gelijk is aan 1, dan is {\displaystyle y=S(x)} een schuine asymptoot.

## Willekeurige kromme als asymptoot

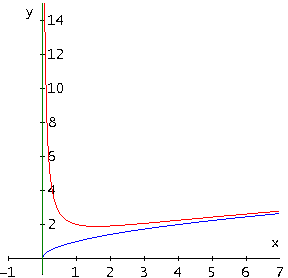
4) Grafiek van de functie
in het rood, asymptoten blauw en groen

Zoals beschreven in de inleiding, hoeven asymptoten niet noodzakelijk rechten te zijn. Een willekeurige kromme kan in het algemeen ook asymptoten hebben die zelf niet lineair zijn. Zo is {\displaystyle f(x)=x^{2}+1} een asymptotische kromme van {\displaystyle f(x)=x^{4}/(x^{2}-1).}
We illustreren dit met een ander voorbeeld, beschouw de functie:
{\displaystyle f(x)={\sqrt {x}}+{\frac {1}{x}}}
Door de vierkantswortel en de noemer {\displaystyle x} is {\displaystyle f} enkel gedefinieerd voor positieve getallen. Aangezien:
{\displaystyle \lim _{x\to +\infty }{\frac {1}{x}}=0}
zal voor het gedrag van {\displaystyle f} voor grote waarden van {\displaystyle x} quasi volledig zijn bepaald door de vierkantswortel. 
Men kan {\displaystyle g(x)={\sqrt {x}}} dan ook als een asymptotische curve zien van {\displaystyle f(x)}, in figuur 4 aangeduid in het blauw.
Bovendien heeft {\displaystyle f(x)} door de aanwezigheid van de term {\displaystyle 1/x,} ook weer de {\displaystyle y}-as als verticale asymptoot, aangeduid in het groen.

## Opmerkingen

5) Grafiek van een kromme die zijn asymptoot een oneindig aantal keer snijdt

- Een kromme kan meerdere verticale asymptoten hebben. Als we functies beschouwen, zijn deze daar niet continu.
- Wanneer rationale functies een gemeenschappelijk nulpunt hebben in teller en noemer, spreekt men van een perforatie.
- Men kan op oneindig geen verschillende asymptoten hebben. Omdat er zowel op positief als op negatief oneindig een asymptoot kan voorkomen, is het aantal van dit type asymptoten beperkt tot twee. Het is dus bijvoorbeeld mogelijk dat een kromme zowel een horizontale als een schuine asymptoot heeft, al moeten deze dan wel aan verschillende kanten van de y-as liggen.
- Aan de hand van de gegeven voorbeelden zou men kunnen denken dat een kromme zijn asymptoot nooit snijdt, maar op oneindig raakt. Hoewel dit vaak het geval is, zeker voor functies, hoeft dit niet zo te zijn. In figuur 5 is een kromme weergegeven die zijn asymptoot oneindig vaak snijdt, maar deze wel (in overeenstemming met de definitie) willekeurig dicht nadert.
- Men onderscheidt in de wiskunde nog andere betekenissen van asymptotisch gedrag; dit is afhankelijk van de context. In verschillende gevallen heten {\displaystyle f} en {\displaystyle g} asymptotische krommen voor {\displaystyle x} gaande naar oneindig als:

1. {\displaystyle f(x)-g(x)} naar 0 gaat.
2. {\displaystyle f(x)/g(x)} naar 1 gaat.
3. {\displaystyle f(x)/g(x)} een eindige limiet heeft, verschillend van 0.
4. {\displaystyle f(x)/g(x)} begrensd is, maar niet naar 0 gaat.